# NGC 4385
NGC 4385 (другие обозначения — UGC 7515, IRAS12231+0050, MCG 0-32-9, ZWG 14.34, MK 52, UM 499, PGC 40564) — галактика в созвездии Девы.
Относится к галактикам Маркаряна, испытывает вспышку звездообразования. Излучение ионизованного газа простирается не менее чем на 4 килопарсек от центра галактики, а в некоторых направлениях — до 14 кпк. В центральной части наблюдается излучение звёзд Вольфа — Райе, которые частично вносят вклад в ионизацию газа, а общая масса ионизованного газа в центре составляет 106 M⊙. Кривая вращения галактики гладкая, с участком твердотельного вращения в центре.
Этот объект входит в число перечисленных в оригинальной редакции «Нового общего каталога».
Галактика NGC 4385 входит в состав группы галактик NGC 4385. Помимо NGC 4385 в группу также входят UGC 7396 и MCG 0-32-4.